# Râul Aluza
Râul Aluza este un curs de apă, afluent al râului Jijia. 